# Lista de asteroides geocruzadores

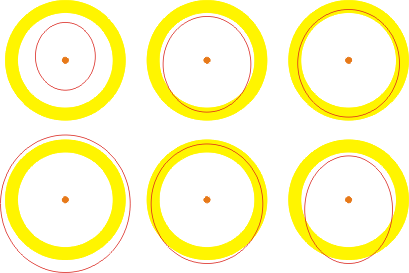
Diagrama exibindo diferentes órbitas de asteroides. A faixa amarela representa a órbita terrestre; a linha vermelha representa a órbita do asteroide, como se segue:
• Interna: esquerda, acima
• Interior: centro, acima
• Coorbital (Asteroide troiano): direita, acima
• Externa: esquerda, abaixo
• Exterior(†): centro, abaixo
• Cruzadora: direita, abaixo.

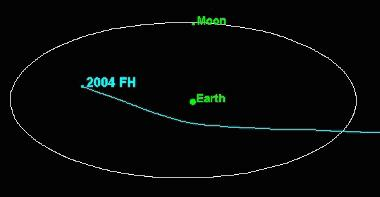
Trajetória de aproximação do 2004 FH ao sistema Terra-Lua.

Passagem do asteroide 2004 FH em março de 2004. O outro objeto que pisca é um satélite artificial. Imagens cedidas por Stefano Sposetti e compostas por Raoul Behrend do Observatório de Genebra.

Geocruzador é a designação de todo asteróide próximo à Terra cuja órbita cruza a órbita da Terra como observada a partir do polo orbital da Terra. Os asteroides geocruzadores conhecidos e numerados estão listados aqui. Os geocruzadores cujos semieixos maiores são menores que o da Terra, são os asteroides Aton; os demais são asteroides Apollo. Ver também os asteroides Amor.

## Lista
- 1566 Icarus
- 1620 Geographos
- 1685 Toro
- 1862 Apollo
- 1863 Antinous
- 1864 Daedalus
- 1865 Cerberus
- 1866 Sisyphus
- 1981 Midas
- 2062 Aten
- 2063 Bacchus
- 2100 Ra-Shalom
- 2101 Adonis
- 2102 Tantalus
- 2135 Aristaeus
- 2201 Oljato
- 2212 Hephaistos
- 2329 Orthos
- 2340 Hathor
- 3103 Eger
- 3200 Phaethon
- 3360 Syrinx
- 3361 Orpheus
- 3362 Khufu
- 3554 Amun
- 3671 Dionysus †
- 3752 Camillo †
- 3753 Cruithne
- 3838 Epona
- 4015 Wilson–Harrington †
- 4034 Vishnu
- 4179 Toutatis
- 4183 Cuno
- 4197 Morpheus
- 4257 Ubasti
- 4341 Poseidon
- 4450 Pan
- 4486 Mithra
- 4544 Xanthus
- 4581 Asclepius
- 4660 Nereus
- 4769 Castalia
- (4953) 1990 MU
- 5011 Ptah
- (5131) 1990 BG
- 5143 Heracles
- (5189) 1990 UQ
- 5381 Sekhmet
- (5496) 1973 NA
- (5590) 1990 VA
- (5604) 1992 FE
- (5645) 1990 SP
- (5660) 1974 MA
- (5693) 1993 EA
- 5731 Zeus
- 5786 Talos
- (5828) 1991 AM
- (6037) 1988 EG
- (6047) 1991 TB1
- (6053) 1993 BW3 †
- 6063 Jason
- 6239 Minos
- (6455) 1992 HE
- 6489 Golevka †
- (6611) 1993 VW
- (7025) 1993 QA †
- 7092 Cadmus
- (7335) 1989 JA
- (7341) 1991 VK
- (7350) 1993 VA
- (7482) 1994 PC1
- (7753) 1988 XB
- (7822) 1991 CS
- (7888) 1993 UC
- (7889) 1994 LX
- (8014) 1990 MF
- (8035) 1992 TB
- (8176) 1991 WA
- (8201) 1994 AH2
- (8507) 1991 CB1
- (8566) 1996 EN
- (9058) 1992 JB †
- 9162 Kwiila
- (9202) 1993 PB
- (9856) 1991 EE
- (10115) 1992 SK
- (10145) 1994 CK1
- (10165) 1995 BL2
- 10563 Izhdubar
- (10636) 1998 QK56
- 11066 Sigurd
- 11311 Peleus †
- (11405) 1999 CV3
- 11500 Tomaiyowit
- 11885 Summanus
- (12538) 1998 OH
- 12711 Tukmit
- 12923 Zephyr †
- (13651) 1997 BR
- 14827 Hypnos
- (16816) 1997 UF9
- (16834) 1997 WU22
- (16960) 1998 QS52
- (17181) 1999 UM3
- (17182) 1999 VU
- (17188) 1999 WC2
- (17511) 1992 QN
- (20236) 1998 BZ7
- (20425) 1998 VD35
- (20429) 1998 YN1
- (20826) 2000 UV13
- (22099) 2000 EX106
- (22753) 1998 WT
- (22771) 1999 CU3
- (23187) 2000 PN9
- (24443) 2000 OG
- (24445) 2000 PM8 †
- 24761 Ahau
- 25143 Itokawa
- (25330) 1999 KV4
- (26379) 1999 HZ1
- (26663) 2000 XK47
- (27002) 1998 DV9 †
- (29075) 1950 DA
- (30825) 1990 TG1
- (30997) 1995 UO5
- (31662) 1999 HP11
- (31669) 1999 JT6
- (33342) 1998 WT24
- (35107) 1991 VH
- (35396) 1997 XF11
- (35670) 1998 SU27
- (36236) 1999 VV
- (36284) 2000 DM8
- (37638) 1993 VB
- 37655 Illapa
- 38086 Beowulf
- (38239) 1999 OR3
- (40267) 1999 GJ4
- (41429) 2000 GE2
- (42286) 2001 TN41
- (52340) 1992 SY †
- (52750) 1998 KK17
- (52760) 1998 ML14
- (52762) 1998 MT24
- (53319) 1999 JM8
- (53409) 1999 LU7
- (53426) 1999 SL5
- (53429) 1999 TF5
- (53550) 2000 BF19
- (53789) 2000 ED104 †
- 54509 YORP
- (55408) 2001 TC2
- (55532) 2001 WG2
- (65679) 1989 UQ
- (65690) 1991 DG
- (65717) 1993 BX3 †
- (65733) 1993 PC
- 65803 Didymos †
- (65909) 1998 FH12
- (66008) 1998 QH2
- (66063) 1998 RO1
- (66146) 1998 TU3
- (66253) 1999 GT3
- (66391) 1999 KW4
- (66400) 1999 LT7
- (67381) 2000 OL8
- (67399) 2000 PJ6
- (68216) 2001 CV26
- (68267) 2001 EA16
- (68346) 2001 KZ66
- (68347) 2001 KB67
- (68348) 2001 LO7
- (68372) 2001 PM9
- (68548) 2001 XR31
- (68950) 2002 QF15
- 69230 Hermes
- (85182) 1991 AQ
- (85236) 1993 KH
- 85585 Mjolnir
- (85640) 1998 OX4
- (85713) 1998 SS49
- (85770) 1998 UP1
- (85774) 1998 UT18
- (85818) 1998 XM4
- (85938) 1999 DJ4
- (85953) 1999 FK21
- (85989) 1999 JD6
- (85990) 1999 JV6
- (86039) 1999 NC43
- (86450) 2000 CK33
- (86666) 2000 FL10
- (86667) 2000 FO10
- (86819) 2000 GK137 †
- (86829) 2000 GR146
- (86878) 2000 HD24
- (87024) 2000 JS66
- (87025) 2000 JT66
- (87309) 2000 QP
- (87311) 2000 QJ1
- (87684) 2000 SY2
- (88213) 2001 AF2
- (88254) 2001 FM129
- (88710) 2001 SL9
- (88959) 2001 TZ44
- (89136) 2001 US16 †
- (89958) 2002 LY45
- (89959) 2002 NT7
- (90075) 2002 VU94
- (90147) 2002 YK14 †
- (90367) 2003 LC5
- (90403) 2003 YE45
- (90416) 2003 YK118
- 99942 Apophis
- (136617) 1994 CC
- (153591) 2001 SN263
- 367943 Duende
- (374158) 2004 UL
- (386454) 2008 XM
- (394130) 2006 HY51
- (410777) 2009 FD
- (518635) 2008 HO3
- (524522) 2002 VE68
- 2005 HC4
- 2008 FF5
- 2012 XE133
- 2013 ND15

Nota: † órbita exterior